# Baldahin
Baldahin (italijansko baldacchino, nemščine Baldachin) je krošnja, ki je navadno nameščena nad oltarjem ali prestolom. V začetku je bila krošnja iz blaga, v drugih primerih je trajna arhitekturna značilnost, zlasti nad visokimi oltarji v stolnicah, kjer se taka struktura imenuje ciborij. Častna tkanina je preprostejša tkanina, ki visi navpično za prestolom in navadno tvori krošnjo (nadstrešek). Uporablja se lahko tudi za podobne nadstreške v notranjosti, na primer nad ležišči in za procesijska nosila, ki se uporabljajo pri formalnih državnih slovesnostih, kot so kronanje, ki jih držijo štirje ali več moških na palicah, pritrjenih na vogalih tkanine.
Baldac (srednjeveška latinska beseda za Bagdad) je bila prvotno vrsta iz Bagdada uvoženo svileno blago, od katerega izhaja ime, v angleščini kot baudekin ali drugo črkovanje. Matthew Paris je zapisal, da je Henrik III. Angleški nosil oblačilo de preciosissimo baldekino na slovesnosti v Westminstrski opatiji leta 1247 . Beseda za tkanino je postala beseda za svečane nadstreške, izdelane iz tkanine.

## Državniške nadstrešnice
V srednjem veku se je nad sedežem osebe, ki je bila zadosti visoko, kot simbol oblasti visela dostojanstvena državniška krošnja (nadstrešek) (ali "posestvena"), sveto platno ali državniško blago. Sedež pod takšnim nadstreškom bi se običajno dvigal nad podijem. Tkanina nad sedežem se navadno nadaljuje navzdol do tal za sedežem. Tak sedež so imeli cesarji in kralji, vladajoči vojvode in škofje. V iluminiranem rokopisu iz 15. stoletja je Veliki mojster Hospitalcev na Rodosu sedel na stolu, da bi prejel predstavitveno kopijo avtorjeve knjige. Njegov sedež je bil postavljen na podiju, ki ga je pokrivala preproga in bil podprt z bogato vezenim dosalom (francosko dos). Pod njegovimi nogami je blazina, taka kot je zaščitila noge francoskega kralja, ko je predsedoval v lit de justice. Francoski kralj je bil v času kronanja tudi pokrit s prenosno krošnjo, ki jo je na palicah nosilo več francoskih aristokratov. Zlasti Devica Marija je zelo pogosto prikazana sedeč pod častno krošnjo na srednjeveških in renesančnih slikah, kjer je prikazana na prestolu s svetniki.
Krošnja je bila pogosto zgolj razkošna tkanina, pogosto uvožena in z bogatimi vzorci, kot  brokat, vendar ima lahko heraldične elemente. Francoski kralji so pogosto prikazani z modrim blagom z vzorcem z zlatim fleur-de-lys (lilijami). Margaret Beaufort, mati Henrika VII. na portretu anonimnega umetnika, c. 1500, moli pod posestniško krošnjo; vidimo, da je dosal, stenska obloga iz pozlačenega usnja in baldahin nad glavo (Tudorska roža v središču) podpirajo vrvice s stropa. Grbi, vezeni ali tkani v tapiserijo, so iz Anglije (deljeno kot po navadi s Francijo) in znak Beaufortov.
Včasih, tako kot v predstavitveni miniaturi  Rogierja van der Weydna Jean Wauquelin predstavlja njegovo »Chroniques de Hainaut« Filipa Dobrega, se nadstrešek nadaljuje nad sedežem in nato do tal. Poleti leta 1520 je potekal sestanek med Francem I. Francoskim in Henrikom VIII. Angleškim, kjer je razkošni prikaz bogastva in moči kraj srečanja z imenom Field of Cloth of Gold. Nadstrešek se lahko še vedno vidi v večini formalnih prestolnih sob.

## Državniške postelje
Državniška postelja, namenjena sprejemu pomembnih obiskovalcev in ustvarjanju dedičev pred izbrano javnostjo in ni bila namenjena za spanje, [2] se je razvila v drugi polovici sedemnajstega stoletja. Razvila je srednjeveško tradicijo sprejemanja obiskovalcev v spalnici, postala zadnja in najbolj zasebna soba standardne suite sob v baročnem stanovanju. Ludvik XIV. je razvil rituale sprejemanja v svoji državniški spalnici, petit lever, na katerem je lahko prisostvovala le peščica dvorne elite. Drugi evropski monarhi so kmalu posnemali to prakso; celo njegov najhujši sovražnik, Viljem III. Angleški je imel svoje "služabnike spalnice" za znak časti.
Državniška postelja, lit à la Duchesse - njena nadstrešnica brez vidnih znakov - je bila dostavljena za uporabo kraljici Marie Leszczinske v  Versajski palači, kot središče novega dekorja za kraljico med letoma 1730-35. Vzorec je bil hitro prepoznan kot baldahin, ki služi svoji častni funkciji; postelja se lahko zlahka nadomesti s pozlačenim prestolom. Kraljice v Franciji so preživele veliko časa v svoji sobi, kjer so zjutraj sprejele dvorne gospe in imele zasebne sprejeme. Do takrat, ko je Marija Antoaneta pobegnila iz spalnice, take državniške postelje, ki jih je utelešala bontongg, je že bila izven uporabe. Državniška postelja s kupolastim baldahinom, ki ga je leta 1775-76 oblikoval Robert Adam za lady Child v Osterley Parku in drugo posteljo, ki jo je Thomas Chippendale poslal siru Edwinu Lascellesu v Harewood House, Yorkshire leta 1773, sta dve zadnji ležišči v Angliji, namenjeni za glavno nadstropje državniške spalnice v ne kraljevem prebivališču.

## Bazilika svetega Petra
Papež Urban VIII. je naročil  Berniniju, da oblikuje in zgradi veliko strukturo, ki bi bila postavljena nad glavnim oltarjem, ki naj bi bil nad grobnico sv. Petra v novi cerkvi sv. Petra. Nadstrešek v bronu posnema tkanino, kot tudi številna naknadna posnemanja. Ta znana in spektakularna značilnost se običajno imenuje "Baldacchino", čeprav je to ciborij.
Berninijevo oblikovanje Baldacchina ima velikanske solomonove stebre, navdihnjene s stebri, ki so obkrožali oltar starega svetega Petra. Te stebre je prvotno podaril Konstantin I., in napačna tradicija trdi, da so bili stebri iz Jeruzalemskega templja. Najnižji deli štirih stebrov Berninijevega Baldachina imajo vijačni utor, srednji in zgornji del stebrov pa sta prekrita z oljčnimi in lovorovimi vejami, z množico čebel in majhnimi putti. Družinski grb papeža Urbana VIII., tisti iz družine Barberini, s svojimi znaki čebelami, so na dnu vsakega stebra.
Vse to se združi, da ustvari občutek dvigovanja.

## Procesijska nadstrešnica
Baldahin se lahko uporablja tudi v uradnih procesijah, vključno s kraljevim prihodom, kronanjem ali pogrebno procesijo, in označujejo elitni status posameznika, nad katerim se nosi. Izvor takšne emblematične uporabe v Evropi je bil na dvoru neoasirske države, in je bila sprejeta v Atenah v poznem 7. st. pr. n. št., vendar se je v poznem 5. stoletju omejila na uporabo žensk (primerjaj dežnik). [4]
Takšni nadstreški so lahko narejeni iz česarkoli do težkega brokata ali celo iz manj fleksibilnih materialov, podpirajo pa jih drogovi, pritrjeni na voz ali jih nosijo ljudje, ki hodijo na vsaki strani. Egipčanskega faraona na primer, so tako v življenju in smrti spremljali s takim nadstreškom.
Francisco Franco, vladar Španije od leta 1939 do 1975, je pogosto hodil pod baldahinom, potem ko je uradno razglasil Španijo za monarhijo – privilegij primeren regentu.

## Priimek Baldacchino
Priimek Baldacchino prihaja od obrtnikov, ki so včasih izdelovali baldahine. Priimek najdemo predvsem na otokih Malta in Sicilija, zlasti v Agrigentu in Naru.

## Galerija
- Veliki mojster Hospitalcev na Rodosu pod krošnjo na podiju: pod nogami ima blazino.
- Zastor nad Devico držijo angeli, na oltarju, Lorenzo Lotto
- V Versaillesu, Chambre de la Reine ima centralno postavljeno državniško posteljo za kraljico Mario Leszczinsko.
- Kralj Franc I. Francoski, Karel V. in kardinal Alessandro Farnese
- Baldahin v slogu empir preprosto dodaja vizualni pomen za kavču.